# 海防大廈
海防大廈（英語：Hai Phong Mansion），是九龍半島上的一幢60年歷史的住宅，位於九龍尖沙咀遊客區，尖沙嘴彌敦道101號，即是九龍公園東南角角位，樂道和海防道交界，港鐵尖沙咀站A1出口，向右望，海防大廈就在眼前。

## 特色
海防大廈在1960年落成，原來設計樓下作為街鋪，樓上為住宅，不過因為海防大廈剛好位處尖沙咀中心點及港鐵站出口，所以不少住宅已經轉營為樓上鋪、賓館或時裝店貨倉等。而中華民國政府和中國國民黨透過海華服務基金，在海防大廈七樓持有三個單位，之前為供海華服務基金、臺灣大專院校香港校友會、香港留台校友會、香港榮光同學會、黃埔軍校香港校友會、國立臺灣大學香港校友會、國立中興大學香港校友會等傳統組織共同使用，並作為臺灣大專院校海外聯合招生委員會香港辦事處辦公地址，現時則已改組為駐香港臺北經濟文化辦事處九龍辦公室。

## 出事
2009年7月6日6時19分清晨，海防大廈發生3級火警，1死8傷，約100人走火警疏散。當局發現建築物內改裝成非法旅館，又稱影子賓館。

## 鄰近
- 重慶大廈
- 九龍清真寺
- 國際廣場 - iSquare
- The ONE

## 外部連結
1. ↑  .   [2009-07-23]. （原始内容存档于2016-03-05）.
2. ↑  [永久]